# Ginestra (torrente)
Il torrente Ginestra, detto anche torrente della Ginestra o vallone dei Cesari, è il principale tributario del fiume (o torrente) Miscano, il quale a sua volta costituisce il più importante affluente del fiume Ufita; tutti i suddetti corsi d'acqua scorrono nell'Appennino campano.

## Percorso
Il torrente Ginestra nasce dal fontanile San Lorenzo (presso il monte Difesa San Luca), ricevendo poi gli apporti di numerosi ruscelli, tra cui i valloni Ridauro e Sant'Angelo, provenienti dai territori comunali di Montefalcone di Val Fortore e San Giorgio la Molara e dirigendosi quindi verso sud-est. Dopo aver rasentato il piccolo borgo di Ginestra degli Schiavoni (così chiamato poiché anticamente popolato da una colonia slava di schiavoni) il torrente punta decisamente verso sud toccando la località disabitata di Pietrapiccola, nel territorio di Casalbore, ove vi è una sorgente di acqua sulfurea. Più a valle il corso d'acqua è attraversato dalla strada statale 90 bis tramite un ponte a nove archi, nonché dal tratturo Pescasseroli-Candela mediante un semplice guado. Infine, immediatamente prima della sua foce alla destra idrografica del fiume Miscano, sorgono i resti del ponte romano dalla via Traiana (costruita dall'omonimo imperatore in sostituzione della più antica via Minucia), del quale rimane in piedi un unico pilone alla località Santo Spirito nel territorio di Montecalvo Irpino; tale maestoso rudere è infatti detto ponte Santo Spirito, ma è altresí noto come ponte u diàvele ("ponte del diavolo") nel locale dialetto irpino.